# Taufbecken (Les Iffs)

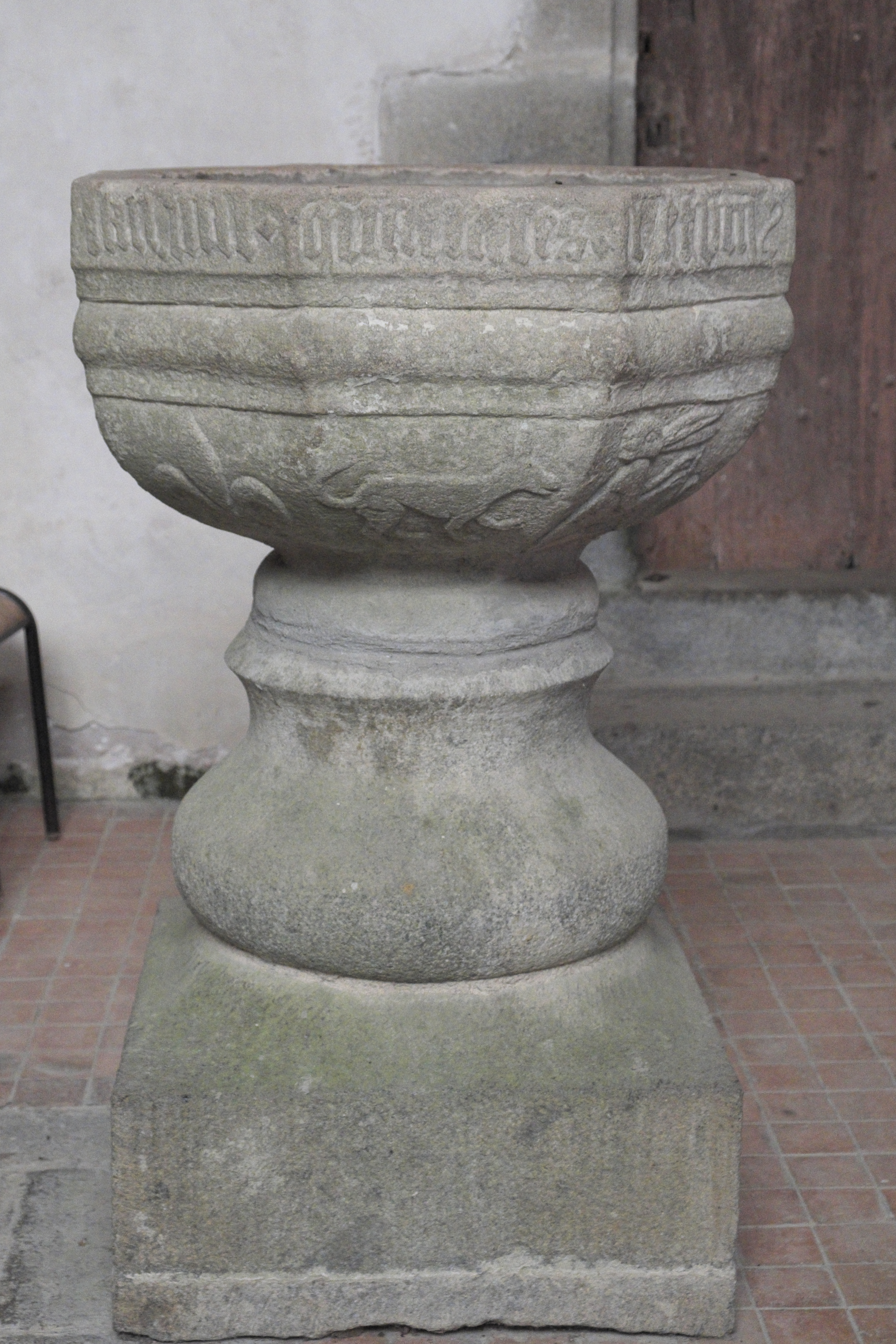
Taufbecken in Les Iffs

Das Taufbecken in der katholischen Kirche St-Ouen in Les Iffs, einer französischen Gemeinde im Département Ille-et-Vilaine in der Region Bretagne, wurde 1458 geschaffen. 
Im Jahr 1906 wurde das gotische Taufbecken als Monument historique in die Liste der geschützten Objekte (Base Palissy) in Frankreich aufgenommen.
Das achteckige Taufbecken aus Granit besitzt am oberen Rand eine Inschrift. Darunter sind Reliefs mit Tierdarstellungen und einer Lilie. Der Sockel wurde im 17. oder 18. Jahrhundert erneuert.